# 아메리카토란속
아메리카토란속(Xanthosoma)은 아메리카토란(Xanthosoma sagittifolium)이 속하는 천남성아과의 속이다. 몇몇 식물은 토란과 유사하게 식용 작물로 사용되며, 몇몇은 화초로 재배된다.